# 프란시스코 라발
프란시스코 라발(Francisco Rabal, 1926년 3월 8일 ~ 2001년 8월 29일)은 스페인의 배우이다.

## 출연 작품
- 데이곤 (2001)
- 리스본행 노란색 시트로엥 (2001)
- 보르도의 고야 (1999)
- 작은 새 (1998)
- 천사의 대화 (1998)
- 놀라운 복음 (1998)
- 리틀 미라클 (1997)
- 오이디프스 (1996)
- 시몽 시네마의 101의 밤 (1995)
- 욕망의 낮과 밤 (1990)
- 에스케이프 (1989)
- 데스티니 (1988)
- 붉은 무대 (1986)
- 마담과 갱 그리고 가방의 행방 (1985)
- 죄없는 성자들 (1984)
- 막대기들 (1984)
- 시실리 마피아 (1984)
- 황금 열쇠를 찾아서 (1983)
- 나이트메어 시티 (1980)
- 최후의 시실리 (1978)
- 그대 머무는 곳에 (1978)
- 소서러 (1977)
- 더 데저트 오브 더 타타스 (1976)
- 사탄과 춘희 (1974)
- 신디케이트 워 (1973)
- 악명높은 기둥 (1972)
- 배틀 코맨드 (1969)
- 체 게바라 (1968)
- 다섯 마녀 이야기 (1967)
- 세브린느 (1967)
- 더 넌 (1966)
- 블루 팬더 (1965)
- 산적을 위한 탄식 (1964)
- 혁명가 마티아스 (1962)
- 일식 (1962)
- 피전 슛 (1961)
- 비리디아나 (1961)
- 나자린 (1959)
- 푸른 대로 (1957)
- 어둠 속의 기적 (1957)
- 오른쪽에 난 도로 (1953)